# 8687 Caussols
8687 Caussols este o planetă minoră (asteroid), cu un diametru de 2,96 km, din centura de asteroizi. A fost descoperită pe 8 august 1992 la observatoire de la Côte d'Azur⁠(d) de Eric Walter Elst și a fost numită după Caussols. 
Obiectul prezintă o orbită caracterizată de o semiaxă mare de 2,3182617 UAi, o excentricitate de 0,07, o înclinație de 2,52284 ° în raport cu ecliptica.